# Fußball-Landesliga Niedersachsen 1974/75
Die Landesliga Niedersachsen 1974/75 war die 26. Spielzeit der höchsten Amateurklasse im Niedersächsischen Fußballverband. Sie war eine Ebene unterhalb der drittklassigen Oberliga Nord angesiedelt und wurde in einer Staffel ausgetragen.

## Vereine
Im Vergleich zur Saison 1973/74 war keine Mannschaft aus der Regionalliga Nord abgestiegen. Die drei Aufsteiger TSV Helmstedt (erstmals in der höchsten Amateurliga Niedersachsens), Wolfenbütteler SV (Wiederaufstieg nach zehn Jahren) und TuS Lingen (Rückkehr nach 18 Jahren) kamen neu hinzu.
| Verein                          | Stadt            | Kreis               | Qualifikation                        |
| ------------------------------- | ---------------- | ------------------- | ------------------------------------ |
| Hannover 96 Amateure            | Hannover         |                     | 4. Platz 1973/74                     |
| TuS Celle                       | Celle            | Celle               | 5. Platz 1973/74                     |
| Eintracht Nordhorn              | Nordhorn         | Grafschaft Bentheim | 6. Platz 1973/74                     |
| Eintracht Braunschweig Amateure | Braunschweig     |                     | 7. Platz 1973/74                     |
| VfB Peine                       | Peine            | Peine               | 8. Platz 1973/74                     |
| Teutonia Uelzen                 | Uelzen           | Uelzen              | 9. Platz 1973/74                     |
| Sportfreunde Salzgitter         | Salzgitter       |                     | 10. Platz 1973/74                    |
| Leu Braunschweig                | Braunschweig     |                     | 11. Platz 1973/74                    |
| FC Schöningen 08                | Schöningen       | Helmstedt           | 12. Platz 1973/74                    |
| FC Schüttorf 09                 | Schüttorf        | Grafschaft Bentheim | 13. Platz 1973/74                    |
| VfL Oldenburg                   | Oldenburg (Oldb) |                     | 14. Platz 1973/74                    |
| Hannoverscher SC                | Hannover         |                     | 15. Platz 1973/74                    |
| TuS Haste 01                    | Osnabrück        |                     | 16. Platz 1973/74                    |
| TSV Helmstedt                   | Helmstedt        | Helmstedt           | Aufsteiger aus der Verbandsliga Ost  |
| Wolfenbütteler SV               | Wolfenbüttel     | Wolfenbüttel        | Aufsteiger aus der Verbandsliga Ost  |
| TuS Lingen                      | Lingen (Ems)     | Emsland             | Aufsteiger aus der Verbandsliga West |

## Saisonverlauf
Die Meisterschaft und Teilnahme an der Aufstiegsrunde zur Oberliga Nord sicherte sich der VfB Peine. Als Zweit- und Drittplatzierter durften Eintracht Nordhorn sowie die Amateurmannschaft von Eintracht Braunschweig ebenfalls teilnehmen. Nordhorn und Braunschweig konnten sich in ihrer Gruppe durchsetzen und stiegen auf. Da gleichzeitig keine Mannschaft auf der Oberliga Nord abgestiegen war, gab es keine regulären Absteiger. Der TuS Haste 01 zog seine Mannschaft jedoch 16 Jahre nach seinem Aufstieg in die Verbandsliga zurück.

### Tabelle
| Pl.               | Verein                          | Sp. | S  | U  | N  | Tore    | Diff. | Punkte |
| ----------------- | ------------------------------- | --- | -- | -- | -- | ------- | ----- | ------ |
| 1.                | VfB Peine                       | 30  | 23 | 3  | 4  | 070:250 | +45   | 49:11  |
| 2.                | Eintracht Nordhorn              | 30  | 23 | 2  | 5  | 074:200 | +54   | 48:12  |
| 3.                | Eintracht Braunschweig Amateure | 30  | 23 | 1  | 6  | 088:280 | +60   | 47:13  |
| 4.                | Sportfreunde Salzgitter         | 30  | 18 | 5  | 7  | 057:320 | +25   | 41:19  |
| 5.                | Hannover 96 Amateure            | 30  | 17 | 6  | 7  | 064:400 | +24   | 40:20  |
| 6.                | TSV Helmstedt (N)               | 30  | 13 | 6  | 11 | 069:600 | +9    | 32:28  |
| 7.                | FC Schüttorf 09                 | 30  | 12 | 7  | 11 | 042:470 | −5    | 31:29  |
| 8.                | TuS Celle                       | 30  | 14 | 1  | 15 | 069:580 | +11   | 29:31  |
| 9.                | Wolfenbütteler SV (N)           | 30  | 8  | 13 | 9  | 056:450 | +11   | 29:31  |
| 10.               | TuS Lingen (N)                  | 30  | 8  | 10 | 12 | 049:530 | −4    | 26:34  |
| 11.               | Teutonia Uelzen                 | 30  | 8  | 10 | 12 | 046:620 | −16   | 26:34  |
| 12.               | FC Schöningen 08                | 30  | 10 | 4  | 16 | 049:720 | −23   | 24:36  |
| 13.               | Leu Braunschweig                | 30  | 9  | 4  | 17 | 048:740 | −26   | 22:38  |
| 14.               | Hannoverscher SC                | 30  | 5  | 5  | 20 | 026:650 | −39   | 15:45  |
| 15.               | VfL Oldenburg                   | 30  | 3  | 5  | 22 | 029:790 | −50   | 11:49  |
| 16.               | TuS Haste 01                    | 30  | 4  | 2  | 24 | 034:110 | −76   | 10:50  |
| Stand: Saisonende |                                 |     |    |    |    |         |       |        |

| (M) | Staffelsieger der Landesliga Niedersachsen 1973/74    |
| (A) | Absteiger aus der Regionalliga Nord 1973/74           |
| (N) | Aufsteiger aus der Verbandsliga Niedersachsen 1973/74 |

## Aufstiegsrunde zur Landesliga
Die vier Meister und Vizemeister der Verbandsligen ermittelten im Ligasystem drei Aufsteiger in die Landesliga. Die beiden Gruppensieger stiegen direkt auf, während die beiden Zweitplatzierten ein Entscheidungsspiel bestritten.

### Gruppe A
| Pl.               | Verein                                                | Sp. | S | U | N | Tore    | Diff. | Punkte |
| ----------------- | ----------------------------------------------------- | --- | - | - | - | ------- | ----- | ------ |
| 1.                | SV Atlas Delmenhorst (Meister der Verbandsliga West)  | 6   | 3 | 3 | 0 | 014:700 | +7    | 09:30  |
| 2.                | 1. FC Wunstorf (Meister der Verbandsliga Süd)         | 6   | 2 | 3 | 1 | 013:700 | +6    | 07:50  |
| 3.                | Lüneburger SK (Vizemeister der Verbandsliga Ost)      | 6   | 2 | 2 | 2 | 012:130 | −1    | 06:60  |
| 4.                | VfL Germania Leer (Vizemeister der Verbandsliga Nord) | 6   | 0 | 2 | 4 | 003:150 | −12   | 02:10  |
| Stand: Saisonende |                                                       |     |   |   |   |         |       |        |

### Gruppe B
| Pl.               | Verein                                             | Sp. | S | U | N | Tore    | Diff. | Punkte |
| ----------------- | -------------------------------------------------- | --- | - | - | - | ------- | ----- | ------ |
| 1.                | FG Winsen/Luhe (Meister der Verbandsliga Ost)      | 6   | 5 | 0 | 1 | 012:800 | +4    | 10:20  |
| 2.                | BV Cloppenburg (Vizemeister der Verbandsliga West) | 6   | 3 | 1 | 2 | 013:110 | +2    | 07:50  |
| 3.                | VfR Osterode 08 (Vizemeister der Verbandsliga Süd) | 6   | 2 | 0 | 4 | 010:100 | ±0    | 04:80  |
| 4.                | VfL Brake (Meister der Verbandsliga Nord)          | 6   | 1 | 1 | 4 | 007:130 | −6    | 03:90  |
| Stand: Saisonende |                                                    |     |   |   |   |         |       |        |

### Entscheidungsspiel um den dritten Aufsteiger
Da TuS Haste 01 seine Mannschaft aus der Landesliga zurückgezogen hatte, ermittelten die beiden Gruppenzweiten den dritten Aufsteiger in die Landesliga Niedersachsen 1975/76.
|                | Ergebnis |                |
| -------------- | -------- | -------------- |
| BV Cloppenburg | 3:0      | 1. FC Wunstorf |